# Пінта (острів)
Пінта (ісп. Pinta, англ. Abingdon Island) — безлюдний острів в складі Галапагоського архіпелагу.  Належить Еквадору.  Названий на честь «Пінти», одного з кораблів Христофора Колумба.  Загальна площа острова становить близько 59 км².  Найвища точка — 777 м над рівнем моря. 
Пінта є найпівнічнішим з вулканічно активних островів Галапагоського архіпелагу, будучи щитовим вулканом. Останнє виверження було в 1928 році. 
До фауни острова відносяться галапагоскі чайки, морські ігуани та галапагоські морські котики.  Незважаючи на жорсткі природні умови, на острові Пінта виростають рослини 180-ти таксономічних груп.  З них, 59 видів зустрічаються тільки на Галапагосах, 19 видів зустрічаються тільки на малому числі островів, два види рослин є ендемічними для острова.  Надзвичайно різноманітність рослинності острова може бути пов'язано з відносною ізоляцією Пінти в архіпелазі, різноманітністю кліматичних зон острова, а також впливом травоїдних гігантських черепах, які колись процвітали на острові. 

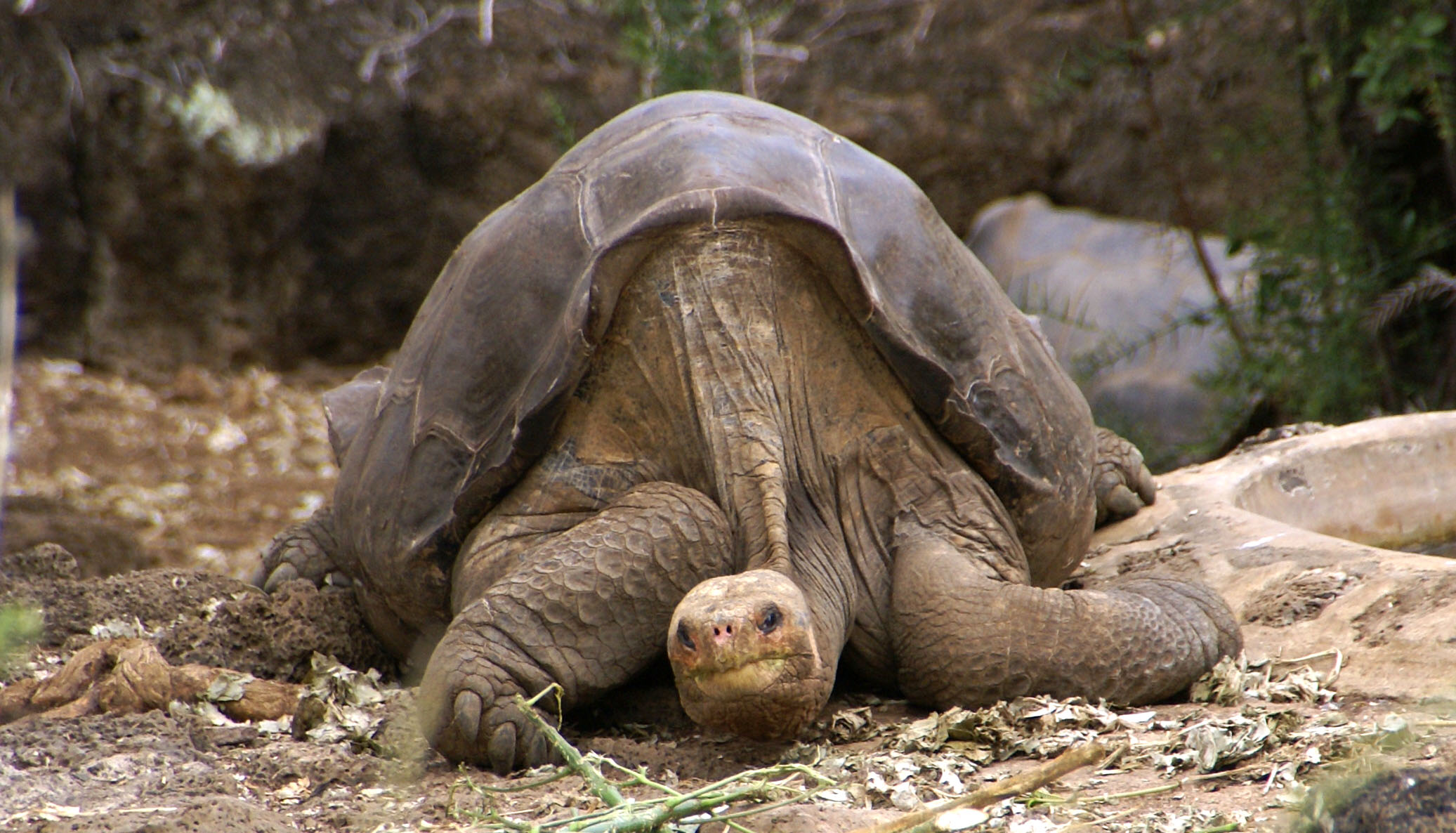
Самотній Джордж

Пінта — батьківщина Самотнього Джорджа, однієї з найвідоміших слонових черепах Галапагоських островів, ймовірно, останнього представника підвиду Geochelone nigra abingdoni.  Самотній Джордж помер в червні 2012 року в розпліднику імені Чарльза Дарвіна на острові Санта-Крус.

## Виноски
1. ↑  Pinta Island. NASA Earth Observatory. Архів оригіналу за 24 липня 2012. Процитовано 15 липня 2012.
2. ↑  Померла остання у світі слонова черепаха. Архів оригіналу за 2 липня 2012. Процитовано 29 вересня 2012.